# Marian Siejkowski

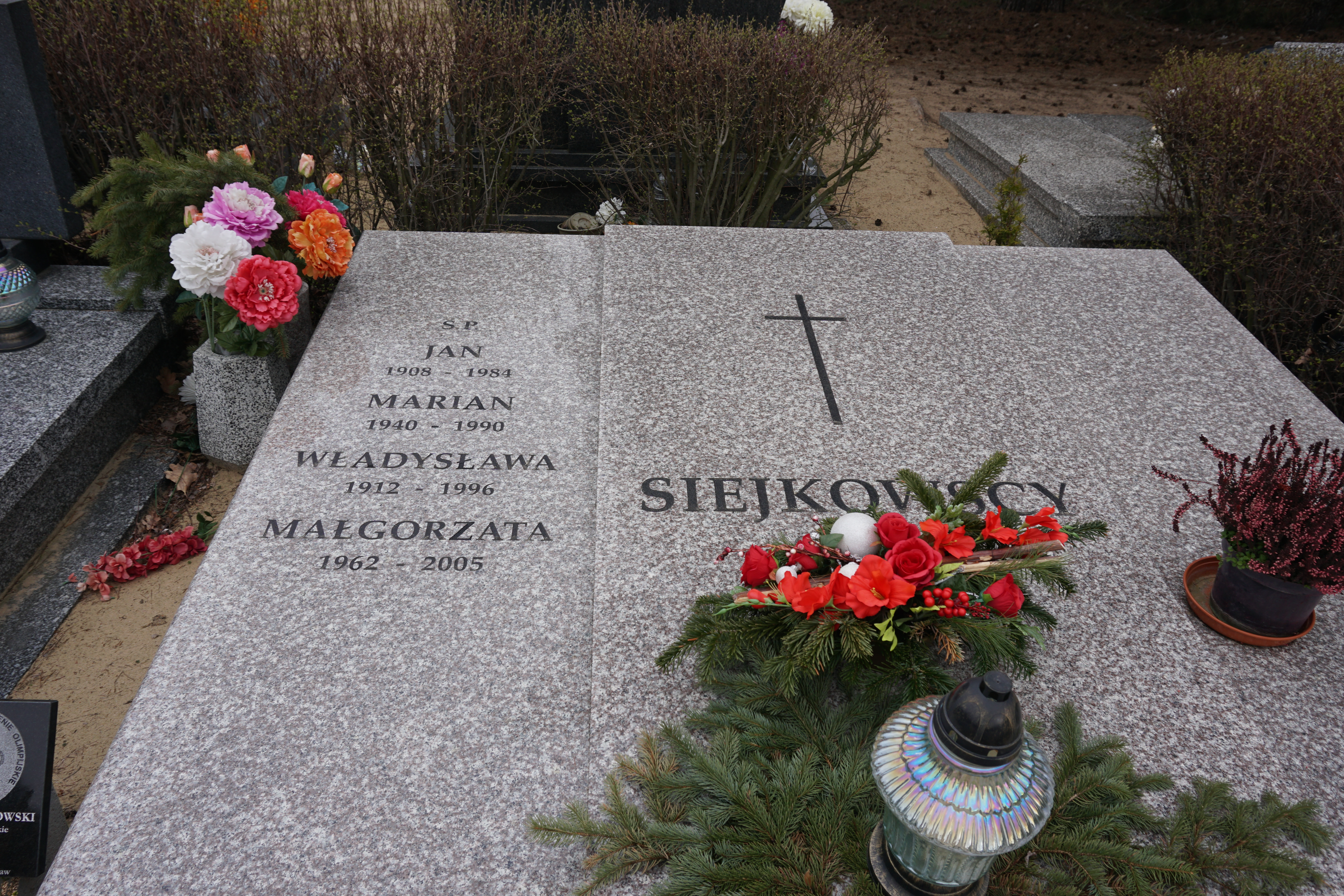
Grób Mariana Siejkowskiego na cmentarzu Miłostowo w Poznaniu

Marian Siejkowski (ur. 29 sierpnia 1940 w Poznaniu, zm. 31 października 1990 tamże) – polski wioślarz, trener, olimpijczyk z Tokio 1964 i Monachium 1972.

## Kariera
Wychowanek TW Polonia Poznań, potem zawodnik AZS Wrocław.
Uczestnik mistrzostw świata w roku:
- 1962 podczas których wystartował w dwójce bez sternika zajmując 4. miejsce oraz w dwójce ze sternikiem zajmując 6. miejsce,
- 1966 podczas których wystartował w czwórce ze sternikiem zajmując 9. miejsce,
- 1970 podczas których był członkiem osady ósemek. Polacy zostali sklasyfikowani na 6. miejscu.

Uczestnik mistrzostw Europy w roku:
- 1962 – w dwójce bez sternika – 10. miejsce,
- 1964 – w dwójce ze sternikiem – 3. miejsce (partnerami byli: Kazimierz Naskręcki, sternik Stanisław Kozera),
- 1965 – w dwójce ze sternikiem – 8. miejsce.

Na igrzyskach olimpijskich startował dwukrotnie :
- w roku 1964 wystartował w dwójce ze sternikiem (parterami byli Kazimierz Naskręcki i Stanisław Kozera (sternik)) zajmując 6. miejsce,
- w roku 1972 wystartował w ósemce (partnerami byli: Jerzy Ulczyński, Krzysztof Marek, Jan Młodzikowski, Grzegorz Stellak, Marian Drażdżewski, Ryszard Giło, Sławomir Maciejowski, Ryszard Kubiak). Polska osada zajęła 6. miejsce

Po zakończeniu kariery sportowej podjął pracę trenera. Był m.in. głównym trenerem reprezentacji Niemiec. Zginął w wypadku drogowym. Został pochowany na cmentarzu Miłostowo w Poznaniu (pole 44, kwatera 4).